# プーケット日本人会
プーケット日本人会（プーケットにほんじんかい、タイ語：ชมรม ภูเก็ต ญี่ปุ่น、英語:Phuket Japanese Association）はタイ王国プーケット県に存在する日本人会。1990年設置。

## 概要
プーケット日本人会は、プーケット在住の日本人の相互扶助と交流促進を主目的とし、県内でのタイ人と日本人の文化交流、社会福祉への貢献などの活動を行っている。また、プーケット日本人補習授業校を運営し、会報「パカラン」の発行、在タイ日本国大使館出張サービスのサポートなどを行っている。

## 歴史
- 1990年、在住の有志16名でプーケット日本人会同好会として活動開始。
- 1997年10年、 第１回会報誌発行（後のパカラン）
- 1998年9月、プーケット補習授業校の前身となる勉強会を開始。
- 1998年11月、図書，ビデオ貸し出しサービス開始。
- 1998年12月、労働福祉事業団による第１回海外巡回健康相談。
- 2000年、プーケット日本人補習授業校認可。
- 2004年2月、第1回プーケット日本人祭り開催
- 2005年6月、第2回プーケット日本人祭り開催
- 2005年12月、 カマラ慰霊之碑除幕式
- 2007年2月24日 第3回プーケット日本人祭り
- 2009年3月7日　第4回プーケット日本人祭り
- 2013年11月1日 事務局および補習校をプリンス・オブ・ソンクラー大学プーケットキャンパス構内に移転

## 組織
理事会の下に実務を行う事務局と監査が置かれ、そのさらに下に部会が置かれている。
- 総務部会
- 安全対策部会
- 文化部会
- 婦人部会
- 運動部会
- 渉外部会
- 会報部会
- 広報部会
- 慰霊碑管理部会
- 補習校運営委員会
- 補習校副運営実行委員会
- 補習校校長

## 会員
タイ国在住で日本国籍を有する成人であれば、誰でも入会可。会員には｢会員｣と｢賛助会員｣の2種類がある。

## 所在地
タイ王国 プーケット県 カトゥー郡 タムボン・カトゥー ウィチットソンクラーム通り ムー1 80 プリンス・オブ・ソンクラー大学プーケットキャンパス構内
　（มหาวิทยาลัยสงขลานครินทร์, ภูเก็ตวิทยาเขต 80 หมู่ 1 ต. วิชิตสงคราม ต. กะทู้ อ. กะทู้ จ. ภูเก็ต 83120 ）

## プーケット日本人補習授業校
1998年9月1日、補習準備校を設置。2000年2月1日、正式にプーケット日本人補習授業校。現在は、プーケット日本人会のもとで補習校運営委員会を設置し、在留日本人の自助努力により、運営に当たっている。プーケット島及びその周辺地域在住の義務教育期間にある子女に対し、日本の教育制度に準じ、日本語による補習教育をしており、2008年度、小学校1年生から中学校3年生まで49名が在籍。バンコクの日本人組織との間に友好関係があり、泰日協会学校の教員による巡回指導、盤谷日本人商工会議所からの財政支援などを受けている。2024年4月、苅部俊雄が校長に就任。2024年12月、協会登記（NPO化）を申請。

## プーケット復興委員会
2004年のスマトラ沖地震で被災したプーケットの緊急支援と復興を日本人会はプーケット復興委員会を中心に支援した。被災直後は炊き出し、安否紹介、宿泊所の紹介などを行い、さらに事務局スペースを日本政府の現地支援室（臨時相談室）として提供する等日本政府の活動も支えた。また、津波後1年間限定のプロジェクトを立ち上げ、2006年に終了した。その献身的活動に対して外務大臣表彰が授与されている。2005年12月26日、同会により、タイ津波犠牲者慰霊碑が建立された。